# Jerry McCain
Jerry McCain (18. června 1930 Gadsden, Alabama, USA – 28. března 2012 tamtéž) byl americký bluesový hráč na foukací harmoniku a zpěvák. Jeho první nahrávkou byla skladba „East of the Sun“ z roku 1953. Jeho bratr Walter McCain byl bubeník.